# Broich (Broichweiden)

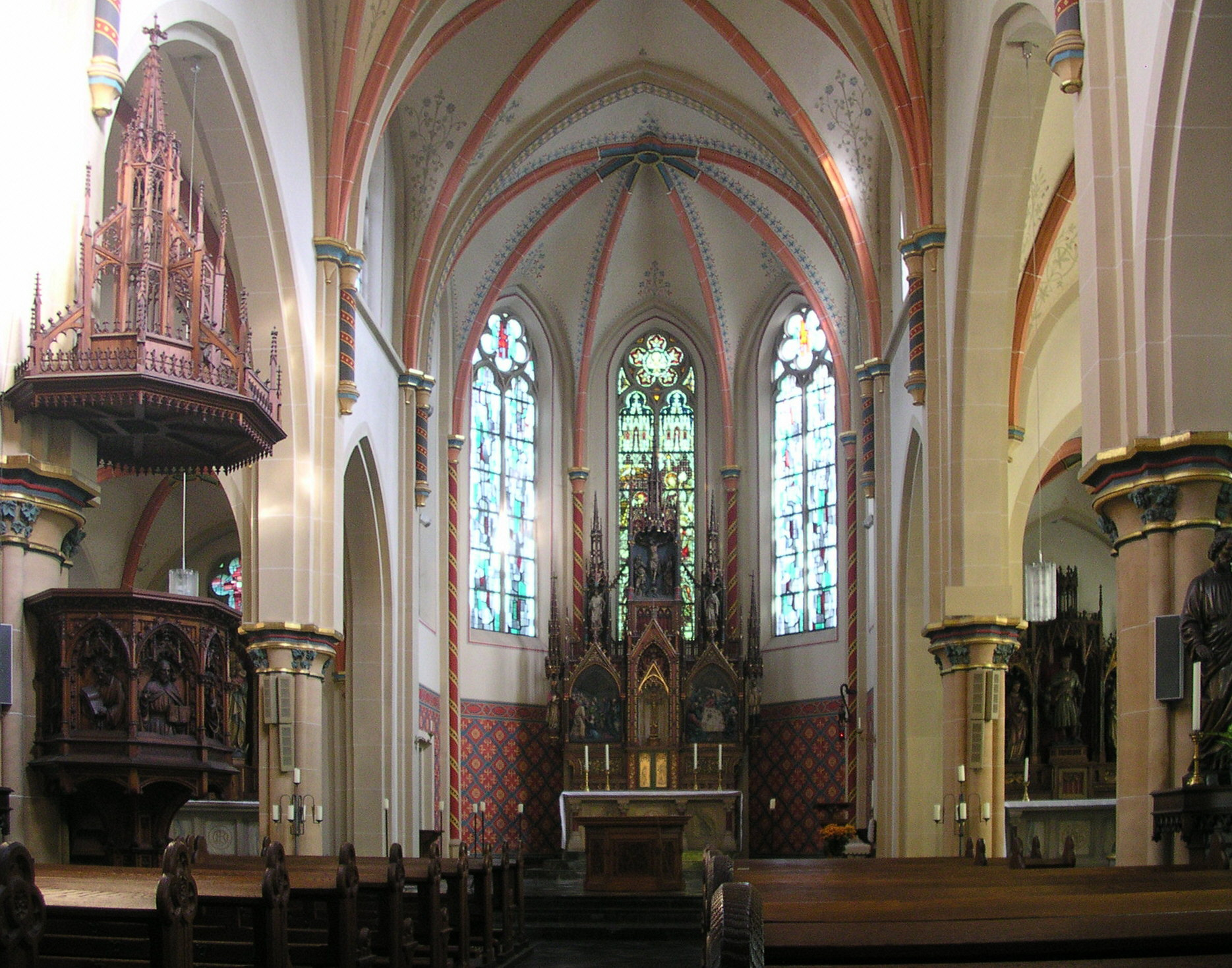
A broichi Szent Miklós-templom

Broich egy településrész Németországban, Észak-Rajna-Vesztfália tartományban, Würselen városának részeként.

## Földrajz
Broich a Rajna-vidék nyugati részén helyezkedik el, Würselen városának déli részében, az Aacheni régió közelében. A településrész közvetlenül határos több más würseleni kerülettel, valamint Eschweiler és Stolberg (Rheinland) városokkal.

## Történelem
Broich története szorosan kapcsolódik a Broichweiden nevű városrészhez, amely korábban önálló település volt. A térségben már a középkorban is jelentős települések léteztek, melyek később a modern Würselen részévé váltak. Broich és Broichweiden fejlődését nagymértékben befolyásolta az iparosodás és az aacheni szénbányászat.

## Közlekedés
Broich jól megközelíthető közúton, az A4-es és az A44-es autópályák közelében fekszik, amelyek fontos összeköttetést biztosítanak a Rajna-vidék és a német-holland határ térsége között. A helyi közlekedést buszjáratok segítik, amelyek Aachen és a környező települések felé biztosítanak kapcsolatot.

## Nevezetességek és látnivalók
- Szent Miklós-templom (St. Nikolaus) – Helyi templom, amely fontos szerepet játszik a közösség életében.
- Történelmi épületek és ipari örökség – A településrészen több régi ipari létesítmény és bányászati emlékhely is található.
- Természetvédelmi területek – Broich környékén, különösen az Euchen felé eső oldalon, mezőgazdaságot folytatnak, elsősorban szántóföldi művelést. Maga a Broich-völgy mocsaras és erdős árterület, növényzete miatt a Broichbach-völgy természetvédelmi terület.

## Gazdaság
A településrész gazdasága hagyományosan az iparra és a szolgáltató szektorra épült. Az egykori bányászat mára megszűnt, de a térségben kisebb vállalkozások, kereskedelmi egységek és szolgáltatóipari cégek működnek.